# 渡嘉敷祐一
渡嘉敷 祐一（とがしき ゆういち、1955年11月29日 - ）は、日本のジャズ・ドラマー。

## 概要
祖師谷小学校卒業。今成進、小津昌彦に師事。
高校在学中よりディスコ・バンド等でプロ活動を開始する。
1976年、杉本喜代志グループに参加、同時期にスタジオ・ミュージシャンとしてのキャリアをスタートさせ、現在に至るまで様々なジャンルのアーティストのレコーディング、コンサートに参加している。。
1977年には「The Players」に参加、7枚 のアルバムを発表。The Playersの活動と並行して、松木恒秀バンド、吉田美奈子バンド・松岡直也&ウィシング等にも参加。その後、渡辺貞夫グループのワールドツアー参加の他ケイコ・リー、玉置浩二、德永英明等のボーカリストのサポートも多い。現在、自身のジャズセッションでも活動中。
「Chord Less Night」、「ジャズ研部長 渡嘉敷祐一」 の2枚のライブ・アルバムをリリース。

## ディスコグラフィ

### アルバム
| 発売日                                | タイトル                              | 規格                                  |
| Genuine（宮城純子のレコードレーベル） | Genuine（宮城純子のレコードレーベル） | Genuine（宮城純子のレコードレーベル） |
| ------------------------------------- | ------------------------------------- | ------------------------------------- |
| 2020年12月10日                        | Chord Less Night                      | CD/配信                               |
| 2021年1月8日                          | ジャズ研部長 渡嘉敷祐一               | CD/配信                               |

### テレビ出演
- 今夜は最高!
- HIT SONG MAKERS 〜栄光のJ-POP伝説〜
- うたコン[4]